# Bonnes funérailles, amis, Sartana paiera
Pour plus de détails, voir Fiche technique et Distribution.
Bonnes funérailles, amis, Sartana paiera (Buon funerale amigos!... paga Sartana) est un western spaghetti italien réalisé par Giuliano Carnimeo (crédité comme Anthony Ascott), sorti en 1970.

## Synopsis
Sartana, un aventurier, est témoin du meurtre de Benson, un prospecteur, et de ses associés. Pour retrouver les coupables et se venger de leur mort, il se rend dans la petite ville d'Indian Creek. Il découvre que Benson était le propriétaire d'un terrain disposant d'une impressionnante mine d'or et que deux hommes veulent se l'approprier. Le premier est Ronald Hoffman, un banquier malhonnête, et le second se nomme Lee Tse Tung, le tenancier d'un casino. Deux suspects idéaux pour Sartana qui fait connaissance avec d'autres citoyens : le shérif et son adjoint Blackie, Mary la responsable du saloon, Samuel Pigott le croupier sans oublier le croque-mort.
Mais il rencontre surtout la nièce de Benson, Abigail, son unique héritière. Son héritage suscite la convoitise d'Hoffman et de Lee Tse Tung, prêts à tout pour racheter la concession pour piller l'or. Mais Abigail peut compter sur la protection de Sartana qui ne renonce pas à sa vengeance...

## Fiche technique
- Titre : Bonnes funérailles, amis, Sartana paiera
- Titre original : Buon funerale amigos!... paga Sartana
- Réalisation : Giuliano Carnimeo (crédité comme Anthony Ascott)
- Scénario : Roberto Gianviti et Giovanni Simonelli
- Montage : Giuliana Attenni
- Musique : Bruno Nicolai
- Photographie : Stelvio Massi
- Production : Aldo Addobbati et Paolo Moffa
- Sociétés de production : Flora Film, National Cinematografica et  Hispamer Films
- Société de distribution : Variety Film
- Pays d'origine :  Italie
- Langue originale : italien
- Format : Couleur
- Genre : western spaghetti
- Durée : 91 minutes
- Date de sortie :
  - Italie : 8 octobre 1970

## Distribution
- Gianni Garko : Sartana
- Daniela Giordano : Abigail Benson
- Antonio Vilar : Ronald Hoffman
- Ivano Staccioli : Blackie
- Helga Liné : Mary
- Luis Induni : le shérif
- Franco Ressel : Samuel Piggott
- George Wang : Lee Tse Tung
- Franco Pesce (en) : le croque-mort
- Federico Boido (crédité comme Rick Boyd) : Jim Piggott
- Attilio Dottesio : Joe Benson
- Jean-Pierre Clarain : Elmo Piggott
- Roberto Dell'Acqua : Frank Piggott
- Rocco Lerro : Ralph Piggott